# Manettia paniculata
Manettia paniculata là một loài thực vật có hoa trong họ Thiến thảo. Loài này được Poepp. mô tả khoa học đầu tiên năm 1841.